# Harthof (métro de Munich)
Harthof (en allemand : U-Bahnhof Harthof) est une station de la ligne U2 du métro de Munich. Elle est située sous la Weyprechtstraße dans le quartier Harthof (de), à la limite entre les secteurs Milbertshofen-Am Hart et Feldmoching-Hasenbergl, à Munich en Allemagne.
Mise en service en 1993, elle est desservie par les rames de la ligne U2.

## Situation sur le réseau

Plan du métro (2020).

Établie en souterrain, Harthof est une station de passage de la ligne U2 du métro de Munich. Elle est située entre la station Dülferstraße, en direction du terminus nord Feldmoching, et la station Am Hart, en direction du terminus est Messestadt Ost,.
Elle dispose d'un quai central encadré par les deux voies de la ligne U2,.

## Histoire
La station Harthof est mise en service le 20 novembre 1993, lors de l'ouverture à l'exploitation du prolongement de Scheidplatz à Dülferstraße. La station est due au cabinet d'architecture Obermeyer en coopération avec le métro de Munich. Elle comporte un plafond plié réflecteur de la lumière et derrière chaque ligne un mur recouvert de carreaux de verre traçant alternativement des lignes rose clair et rouge grenat encadrant la bande rouge avec la répétition du nom de la station, il n'y a pas de colonnes sur le quais central qui dispose de bancs et de l'ascenseur.

## Services aux voyageurs

### Accès et accueil
La station dispose : à l'ouest de plusieurs accès autour de la Weyprechtstraße, et à l'est, dans l'espace vert adjacent, sur la petite Röblingplatz. Ils sont équipés d'escaliers et/ou d'escaliers mécaniques. Un ascenseur permet l'accessibilité aux personnes à la mobilité réduite. Elle dispose d'un point de vente et d'automates pour l'achat de titres de transport.

Autres accès et station
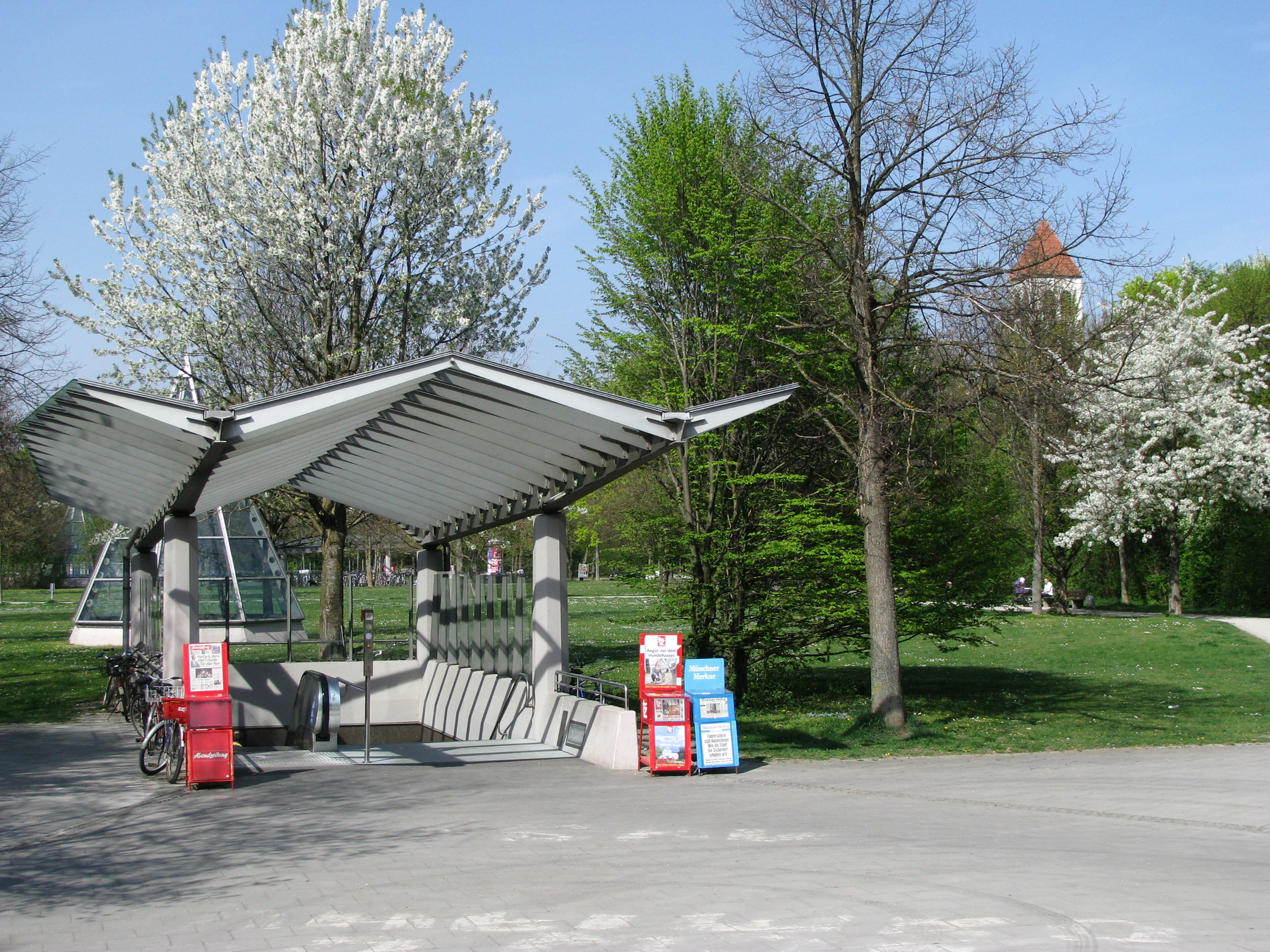
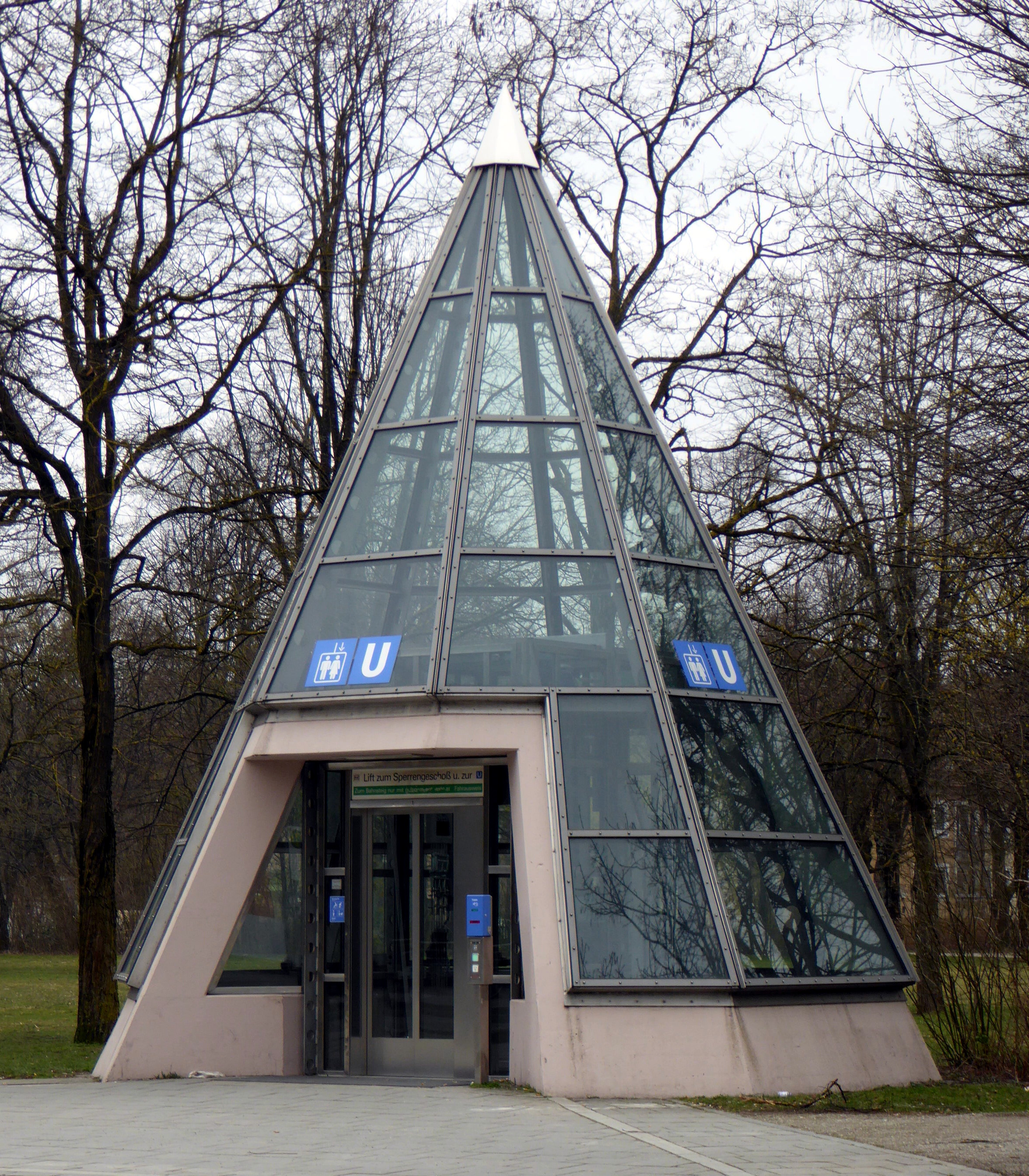
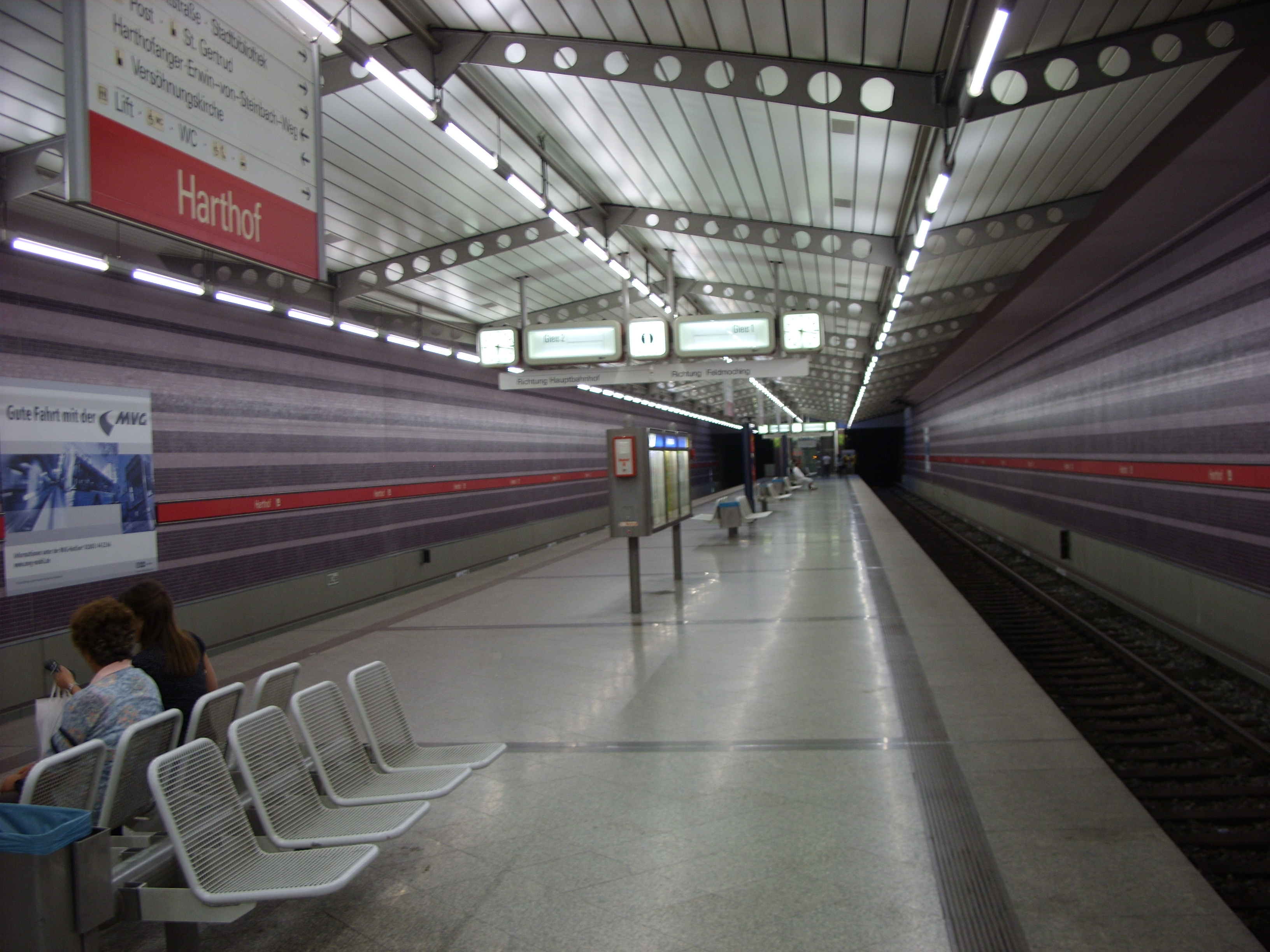

### Desserte
Harthof est desservie par les rames de la ligne U2.

### Intermodalité
À proximité, des arrêts de bus sont desservies par les lignes 141, 170, 171 et N41,.

## À proximité
La station est située dans un espace vert au centre d'un quartier résidentiel.